# Розчалка

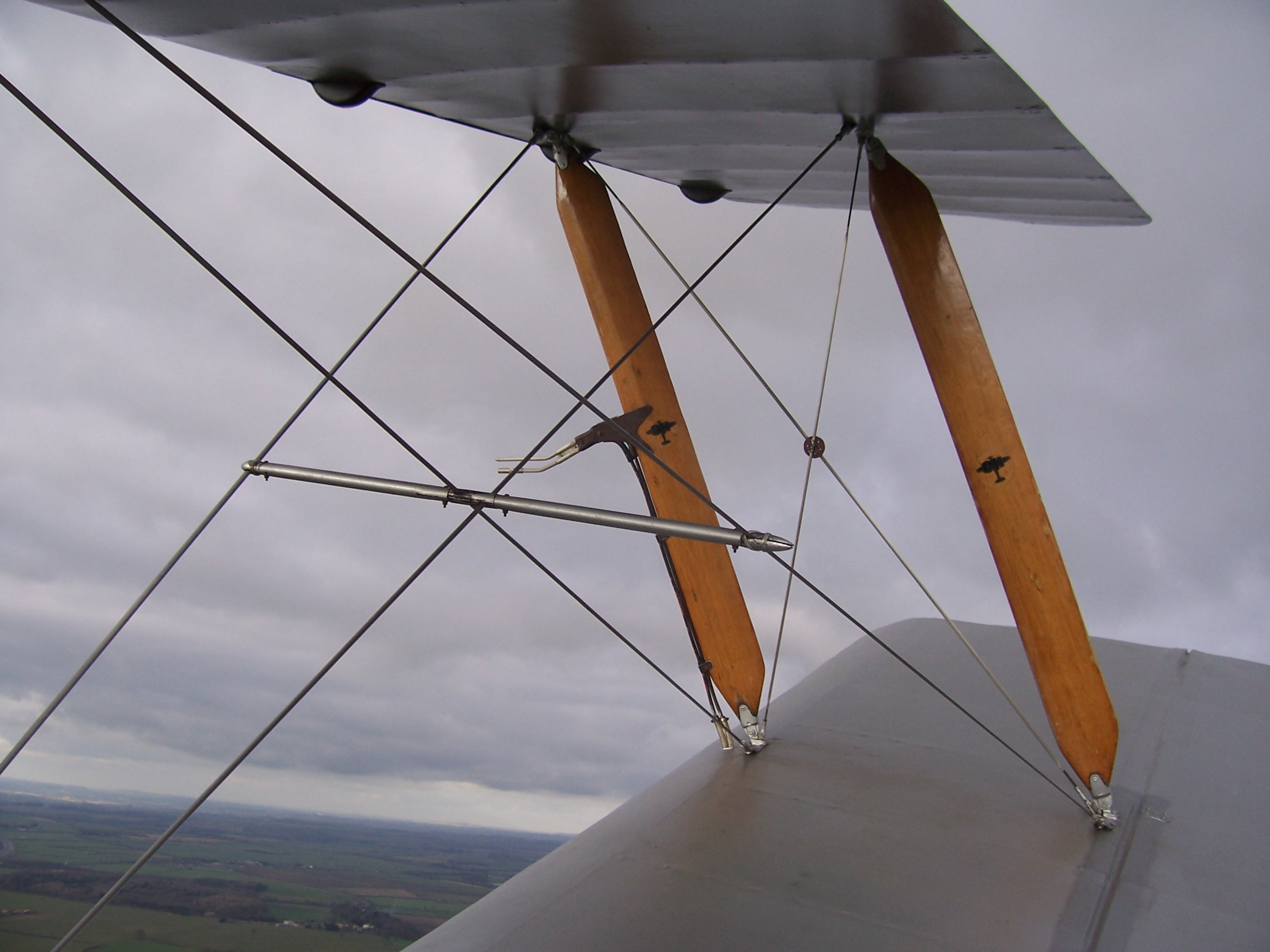
Розчалкова конструкція зі стійками на британському біплані 1930-х років De Havilland Tiger Moth

Розча́лка — тонкий трос, сталевий дріт, відтягнутий у певному напрямку для з'єднання частин конструкції в певному положенні. В авіації розчалки застосовуються для додання жорсткості крилу, фермі. Розчалки з'єднують вузли посилених нервюр з лонжеронами, утворюючи з лонжеронами й нервюрами горизонтальну ферму крила. Часто використовуються в поєднанні з розкосами (підкосами), стійками. Найпоширеніші в конструкції біпланів (Ан-2, По-2), трипланів (Sopwith Triplane), деяких монопланів (Fokker E. I).
Багато літаків, побудованих у 1910—1920-х роках, мали виключно тонкі крила. У ті роки вважалося, що необхідної підіймальної сили можна досягти тільки на дуже тонких, плоских або злегка вигнутих аеродинамічних поверхнях. Таке тонке крило, подібне до тонкої пластини, що згинається під дією навіть невеликого навантаження. Для того, щоб забезпечити необхідні жорсткість і міцність, крило стали підкріплювати зовнішніми розчалками.
У крилі розрізняють стрічки-розчалки лобові, що працюють у польоті, і зворотні, які працюють від інерційних сил під час посадки.

## Застосування
В авіації успішно використовувалися дві компонувальні схеми літаків — розчалковий моноплан і розчалковий біплан.

#### Розчалковий моноплан
Підіймальна сила прикладена на деякій відстані від центру ваги і створює момент. Цей момент має урівноважуватися моментом сил реакції, оскільки система крило — розчалка перебуває в рівновазі. Під дією підіймальної сили нижня розчалка натягується, а верхня — послаблюється. Отже, в польоті верхня розчалка не передає жодних зусиль на фюзеляж, і сили реакції будуть виникати тільки в місці з'єднання крила з нижньою розчалкою.
Коли літак приземляється, підіймальна сила на крилі невелика. В таких умовах частина ваги крила повинна утримуватися верхньою розчалкою, а нижня розчалка при цьому розвантажується. З цієї причини верхня розчалка називається «посадковою» (зворотною), а нижня — «польотною» (несною). Тонке крило не здатне витримувати великих навантажень. Тому необхідно кріпити несну розчалку поблизу шасі, а верхню — до пілона, який розміщують над фюзеляжем.

#### Розчалковий біплан
Для збільшення вертикальних відстаней при кріпленні розчалок запропоновано конструкцію біплана. Конструктивна схема розчалкового біплана показала хорошу живучість. За відстань, де прикладена підіймальна сила від центру ваги, приймається відстань між стійкою і фюзеляжем.

## Негативний вплив
Головним недоліком розчалкових конструкцій є великий лобовий опір через наявність багатьох допоміжних елементів конструкції, таких, як розчалки, підкоси, стійки, які зазнають впливу повітряного потоку. До того ж за певних напрямків повітряних потоків розчалки можуть коливатися, що спричиняє різке зростання аеродинамічного опору. Як наслідок, це призводить до обмежень швидкості й підвищення витрати пального.